# D (groupe)
Pour les articles homonymes, voir D.
 (novembre 2012).
Si vous disposez d'ouvrages ou d'articles de référence ou si vous connaissez des sites web de qualité traitant du thème abordé ici, merci de compléter l'article en donnant les références utiles à sa vérifiabilité et en les liant à la section « Notes et références ».
D est un groupe japonais de Visual kei composé d'Asagi (chant), Ruiza (guitare), Hide-Zou (guitare et basse), Tsunehito (basse) et Hiroki (batterie).

## Histoire
D est créé en mars 2003 par Asagi, Ruiza et Sin (guitare), accompagné de Rena (basse) et Hiroki. Leur premier concert se déroule en avril 2003 puis ils participent au Shock Jam 2003 aux côtés de « stars » du visual kei comme Nightmare ou Lareine. En juillet, ils sortent leur premier mini-album New Blood. Après le départ de Sin, Hide-Zou rejoint la formation en septembre 2003 après un bref break du groupe. D fait alors son premier concert solo, Believe or not believe, en novembre 2003 au Meguro Rock Maykan. 
En 2004 sort leur second mini-album, Paradox, qui se place au 13e rang de l'Oricon Indies ainsi qu'une réédition de leur premier mini-album intitulée New Blood - second impact. 
Durant l’enregistrement de leur premier album,The name of the ROSE, Rena abandonne le groupe et Hide-Zou le remplace à la basse avant l'intégration de Tsunehito en décembre 2005.
Leur deuxième album, Tafel anatomie sort en 2006, année qui verra débuter les carrières solo d'Asagi et Ruiza.
Au cours de l'année 2007 est créé le fanclub officiel de D, Ultimate Lover et leur premier DVD Live D Tafel Anatomie TOUR2006 complète leur discographie.

## Formation
- Asagi - chant
- Ruiza - guitare
- Hide-Zou - guitare, basse
- Tsunehito - basse
- Hiroki - batterie

## Discographie

### Albums
- The name of the ROSE (28 septembre 2005)
- The name of the ROSE tsuujou ban (8 février 2006)
- Tafel anatomie (18 octobre 2006)
- Neo culture ~Beyond the world~ (07 novembre 2007)
- Genetic World (25 février 2009)
- 7th Rose (24 mars 2010)
- VAMPIRE SAGA (12 janvier 2011)

### Mini-albums
- New Blood (18 juillet 2003)
- Paradox (7 janvier 2004)
- New Blood ~second Impact~ (8 décembre 2004)
- Yume Narishi Kuuchuu Teien (3 mai 2006)
- Paradox 2006 (3 mai 2006)

### Singles
- Alice (27 novembre 2003)
- Yume narishi kuuchuu teien (12 mai 2004)
- Mayutsuki no hitsugi (4 novembre 2004)
- Shiroi yoru (17 février 2005)
- Mahiru no koe ~Synchronicity~ (12 juillet 2006)
- Yami yori kurai doukoku no A CAPPELLA to bara yori akai jounetsu no ARIA (22 juin 2005)
- Yumenarishi kuuchuu teien 2006 (3 mai 2006)
- Taiyou wo okuru hi (3 août 2006)
- Dearest You (25 avril 2007)
- Ouka saki some ni keri (18 juillet 2007)
- Schwarzschild (15 août 2007)
- BIRTH (7 mai 2008)
- Yami no Kuni no Alice / Hamon (3 septembre 2008)
- Snow White (21 janvier 2009)
- Tightrope (23 septembre 2009)
- Day by Day (2 décembre 2009)
- Kaze ga Mekuru Page (10 mars 2010)
- Akaki Hitsuji ni yoru Bansankai (28 juillet 2010)
- In the Name of Justice (17 novembre 2010)
- Torikago Goten ~ L'Oiseau bleu ~ (28 juillet 2011)

### DVD
- D Tafel Anatomie TOUR 2006 (14 mars 2007)
- LAST INDIES TOUR 2008 Follow me ~05. 05 FINAL Akazaka BLITZ~ (30 juillet 2008)
- D TOUR 2008 "Alice in Dark edge" FINAL (18 mars 2009)
- D 1st Video Clips (31 mars 2010)
- D LIVE TOUR 2010 「In the name of justice」FINAL (仮) (27 avril 2011)